# Comuna Unirea, Dolj
Unirea este o comună în județul Dolj, Oltenia, România, formată numai din satul de reședință cu același nume.

## Demografie
Componența etnică a comunei Unirea
     Români (91,97%)
     Alte etnii (0,78%)
     Necunoscută (7,25%)
Componența confesională a comunei Unirea
     Ortodocși (92,54%)
     Alte religii (0,12%)
     Necunoscută (7,34%)
Conform recensământului efectuat în 2021, populația comunei Unirea se ridică la 3.350 de locuitori, în scădere față de recensământul anterior din 2011, când fuseseră înregistrați 3.814 locuitori. Majoritatea locuitorilor sunt români (91,97%), iar pentru 7,25% nu se cunoaște apartenența etnică. Din punct de vedere confesional, majoritatea locuitorilor sunt ortodocși (92,54%), iar pentru 7,34% nu se cunoaște apartenența confesională.

## Politică și administrație
Comuna Unirea este administrată de un primar și un consiliu local compus din 13 consilieri. Primarul, Ștefan Mitrani[*], de la Partidul Social Democrat, este în funcție din octombrie 2020. Începând cu alegerile locale din 2024, consiliul local are următoarea componență pe partide politice:
|  | Partid                          | Consilieri | Componența Consiliului | Componența Consiliului | Componența Consiliului | Componența Consiliului | Componența Consiliului | Componența Consiliului | Componența Consiliului | Componența Consiliului |
|  | ------------------------------- | ---------- | ---------------------- | ---------------------- | ---------------------- | ---------------------- | ---------------------- | ---------------------- | ---------------------- | ---------------------- |
|  | Partidul Social Democrat        | 8          |                        |                        |                        |                        |                        |                        |                        |                        |
|  | Partidul Național Liberal       | 3          |                        |                        |                        |                        |                        |                        |                        |                        |
|  | Alianța pentru Unirea Românilor | 2          |                        |                        |                        |                        |                        |                        |                        |                        |